# Мелихова, Татьяна Ивановна
Татьяна Ивановна Мелихова (укр. Тетяна Іванівна Меліхова; род. 7 апреля 1954, Луцк) — украинский политик. Глава Ватутинского района Киева (1998—2001). Депутат Киевского городского совета V, VI, VII, VII созывов (2006—2020). Член партии «Батькивщина». Заслуженный работник промышленности Украины (2000).

## Биография
Родилась 7 апреля 1954 года в Луцке. В 1971 году переехала в Киев.
Окончила Национальный университет пищевых технологий. В 1976 году стала инженером-механиком предприятия «Укрмакаронпром».
Являлась заместителем председателя главы Ватутинской районной государственной администрации города Киев. 26 мая 1998 года Президент Украины Леонид Кучма назначил Мелихову главой Ватутинской РГА. Спустя три года, 7 сентября 2001 года, Кучма отстранил Мелихову от должности главы райадминистрации в связи переходом на другую работу. С 2001 по 2002 год являлась заместителем председателя Киевской городской государственной администрации Александра Омельченко. С 2002 по 2006 год — первый заместитель председателя Деснянской РГА.
В 2006 году была избрана депутатом Киевского городского совета V созыва от Блока Юлии Тимошенко. На выборах 2007 года в украинский парламент шла по списку БЮТ, однако избрана не была. В 2008 году была повторно избрана депутатом Киевского горсовета. Являлась главой фракции БЮТ. Как депутат горсовета обвиняла Президента Виктора Ющенко в развале большинства в Верховной раде. В 2010 году во фракции БЮТ произошёл раскол и новым главой фракции был объявлен депутат Денис Москаль. В результате Москаль создал новую фракцию «Республика Киев — Наш Святошинский», а Мелихова продолжила руководить фракцией БЮТ. С 2009 по 2010 год Мелихова являлась советником премьер-министра Украины Юлии Тимошенко. Тогда же Мелиховой был присвоен третий ранг государственного служащего. На платной основе была помощницей народного депутата Анатолия Семиноги в V и VI созывах. В конце апреля 2012 года Мелихова объявила голодовку в знак протеста против жестокого отношения к Тимошенко в заключении. Спустя 10 дней Мелихова объявила о приостановке голодовки.
Мелихова была включена в список «Батькивщины» на выборах 2012 года в Верховную раду, однако в парламент она вновь не попала. Принимала участие в Евромайдане. Являлась главой наблюдательного совета благотворительного фонда «От искреннего сердца». В 2014 году в третий раз стала депутатом Киевского городского совета. На досрочных выборах 2014 года в парламент её вновь включили в список «Батькивщины», но в Верховную раду она не прошла. В 2015 году Мелихова в четвёртый раз стала депутатом Киевского горсовета по 90 округу (Святошинский район).
На президентских выборах 2019 года являлась доверенным лицом Юлии Тимошенко. В ходе второго тура выборов на одном из заседаний Киевского городского совета Мелихова пришла с наклейкой на телефоне в поддержку Владимира Зеленского.

## Награды и звания
- Заслуженный работник промышленности Украины (28 декабря 2000) — за весомые достижения в труде, высокий профессионализм[15]
- Почётная грамота Кабинета Министров Украины[12]
- Почётная грамота Верховной рады Украины[12]

## Семья
Супруг — бизнесмен Юрий Порфиренко. Имеет дочь.